# Langenlois
Langenlois (phát âm tiếng Đức: [ˈlaŋənlɔʏs]) là một thị xã thuộc huyện Krems-Land trong bang Niederösterreich.